# Goytisolo
Goytisolo (en euskera, «Goitisolo») es un apellido de origen vasco. Está compuesto por las raíces «goiti» («parte de arriba», «parte superior») y «solo» («heredad», «prado», «campo»).